# Stawno (Pojezierze Choszczeńskie)
Stawno (niem. Staven See) – niewielkie jezioro rynnowe w Polsce, położone w województwie zachodniopomorskim, w powiecie choszczeńskim, w gminie Pełczyce.
Akwen leży na Pojezierzu Choszczeńskim, w granicach administracyjnych miasta Pełczyce, około 50 metrów na wschód od jeziora Panieńskiego z którym jest połączone kanałem.